# ジョナサン・レビンソン
ジョナサン・レビンソン（Jonathan Levinson）は、テレビドラマ『バフィー 〜恋する十字架〜』に登場する架空の人物。ダニー・ストロングがジョナサン役を演じた。

## 経歴
- サニーデール高校
  - 1999年卒
- カリフォルニア大サニーデール校
  - 在学中に強盗事件をおこす。

## 主な登場シーン

### 第2シーズン
- アンパタ（アラ・セリ）に襲われかける。（「インカ帝国のミイラ王女」）
- コーディリアの彼氏。ただし対等な関係ではなく、いわば女王様と召使の関係。（「気持ち悪い男の子」）
- 偽警官パトリスの人質になる。（「バフィーの運命」）
- 水泳部の悪ガキにいじめられ、バフィーに救出される。（「魚の逆襲」）

### 第3シーズン
『ねがい』
校舎の階段に座り、ジュースを飲む（このとき元恋人のコーディリアと眼が合い、彼女の傍らにいたハーモニー・ケンドールに負け犬と酷評される。コーディリアはジョナサンの変わり果てた姿に愕然となる）。
『声が聞こえる距離』
校舎の鐘楼で自殺を図り、バフィーに止められる。
『プロムパーティ』
プロムで司会をつとめたとき、バフィーを命の恩人と紹介し、彼女がクイーンに選ばれたことを発表する。
『卒業の日 パート2』
バフィーに協力し、ラリーとともに図書室に爆薬を運び込む。ザンダー・ハリスの号令のもと、ほかの卒業生とともに正門近くで待ち伏せていたバンパイアたちに襲い掛かる。

### 第4シーズン
『スーパースター』
バフィーの相談相手になるなど街のヒーローとして活躍する（このエピソードではオープニング・タイトルにダニー・ストロングが登場する）。関連項目メアリー・スー。

### 第6シーズン
- 「Geek Trio」のメンバーになり、様々な悪事を行う。
  - 悪事の内容
    - 主にバフィーにたいするストーカー行為。
    - ほかに冷凍ガス銃の開発、透明ビームの開発、ウォーレンが引き起こした殺人の隠蔽、銀行強盗など。
- Evil Willowと化したウィローに命を狙われ、アンドリューとともにメキシコに逃げる。

### 第7シーズン
「死者との会話」
アンドリューとともにメキシコから帰ってくる。ラストシーン、ウォーレンの立会いのもと、アンドリューに刺殺される。

### 第10シーズン（コミック版）
復讐の悪魔ダハフリンの手下となり、バフィーらと対決する。

## 友人
アンドリュー・ウェルズ
高校時代からの友人。
ウォーレン・ミアーズ
高校時代からの友人。
ラリー・ブレイスデル
高校時代の友人。
コーディリア・チェイス
高校時代のガールフレンド。
バフィー・アン・サマーズ
高校時代の友人。後に敵対関係になる。
エイミー・マディソン
高校時代の友人。

## 備考
ダニー・ストロングは未放映のパイロット版にも同じ役で出演している。